# Westfälische Volkszeitung
Die Westfälische Volkszeitung war eine Zeitung im Ruhrgebiet, deren Gründung auf das Jahr 1872 zurückgeht. Das Zentrumsorgan wurde von 30 Bürgern die Aktiengesellschaft „Märkische Vereins-Druckerei A.-G.“ in Bochum gegründet, um eine Ergänzung zum Bochumer Kreisblatt zu haben. Unter den Gründungsmitgliedern befanden sich Max Greve, Bürgermeister der Stadt Bochum sowie der Direktor der Sparkasse Bochum. Redakteur war von 1884 bis 1893 Johannes Fusangel, der auch als Sozial- und Zentrumspolitiker aktiv war. Im Jahr 1906 betrug die Auflage 8.500.
1934 wurde die Westfälische Volkszeitung in „Volks-Zeitung für den rheinisch-westfälischen Industriebezirk“ umbenannt. Die letzte Ausgabe erschien am 31. Mai 1941.